# Ga Nhà hát Thành phố
Ga Nhà hát Thành phố là một trong những nhà ga tàu điện của Tuyến số 1, nằm trên đường Nguyễn Huệ và Lê Lợi, phường Sài Gòn, Thành phố Hồ Chí Minh.

## Lịch sử
Dự kiến khai trương vào năm 2024.

## Bố trí ga
| G                    | Mặt đất                                                                                               | Lối vào/ Lối ra                                               |
| B1 Tầng trung chuyển | Tầng 1                                                                                                | Khu bán vé, khu thương mại, khu cổng ra vào và cổng kiểm soát |
| B2 Tầng ke ga        | Ke ga bên, cửa sẽ mở ở bên phải                                                                       | Ke ga bên, cửa sẽ mở ở bên phải                               |
| Ke ga 1              | ← L1 Tuyến 1 đi Bến Thành (Ga cuối) Chuyển sang L2 Tuyến 2, L3A Tuyến 3A hoặc L4 Tuyến 4 ở ga kế tiếp |                                                               |
| B3 Tầng trung chuyển | Tầng 3                                                                                                | Khu bộ phận kỹ thuật                                          |
| B4 Tầng ke ga        | Ke ga bên, cửa sẽ mở ở bên trái                                                                       | Ke ga bên, cửa sẽ mở ở bên trái                               |
| Ke ga 2              | L1 Tuyến 1 đi Ba Son (Hướng đi Bến xe Suối Tiên) →                                                    |                                                               |

## Kết nối

### Xe buýt
Ga Nhà hát Thành Phố kết nối với các tuyến xe buýt  4, 18, 31, 36, 52, 93, 109 và 152 tại trạm Đền thờ Ấn Giáo và trạm Lê Thánh Tôn trên đường Pasteur, tuyến xe buýt  3, 19 và 45 tại trạm Nhà hát Thành phố trên đường Hai Bà Trưng.

## Xung quanh nhà ga
- Phố đi bộ Nguyễn Huệ
- Trụ sở Ủy ban nhân dân Thành phố Hồ Chí Minh
- Nhà hát Thành phố Hồ Chí Minh
- Saigon Centre
  - Takashimaya [ja]
- Khách sạn Continental
- Khách sạn Caravelle Sài Gòn
- Khách sạn Sheraton Sài Gòn

## Hình ảnh

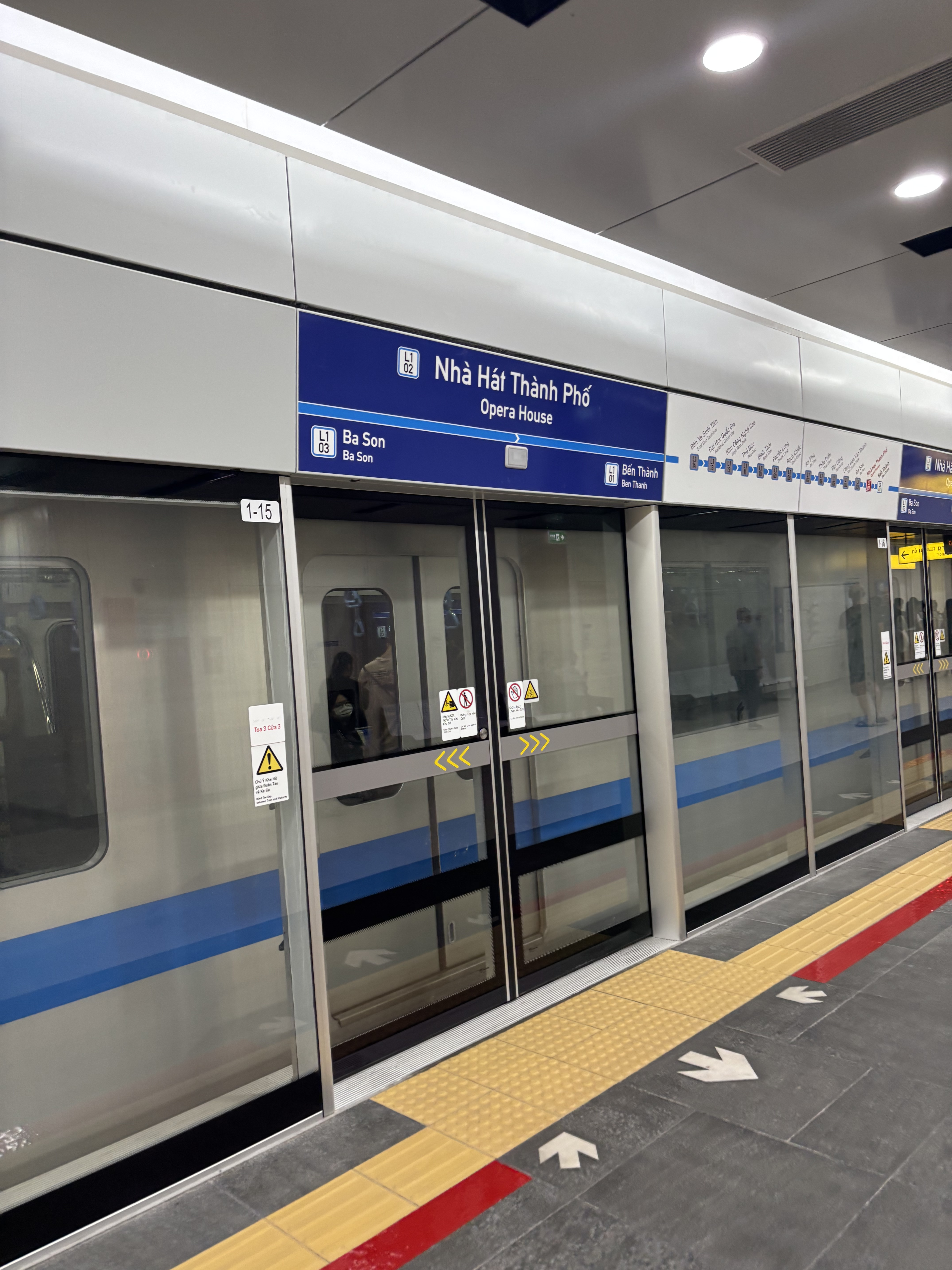
Ke ga 1
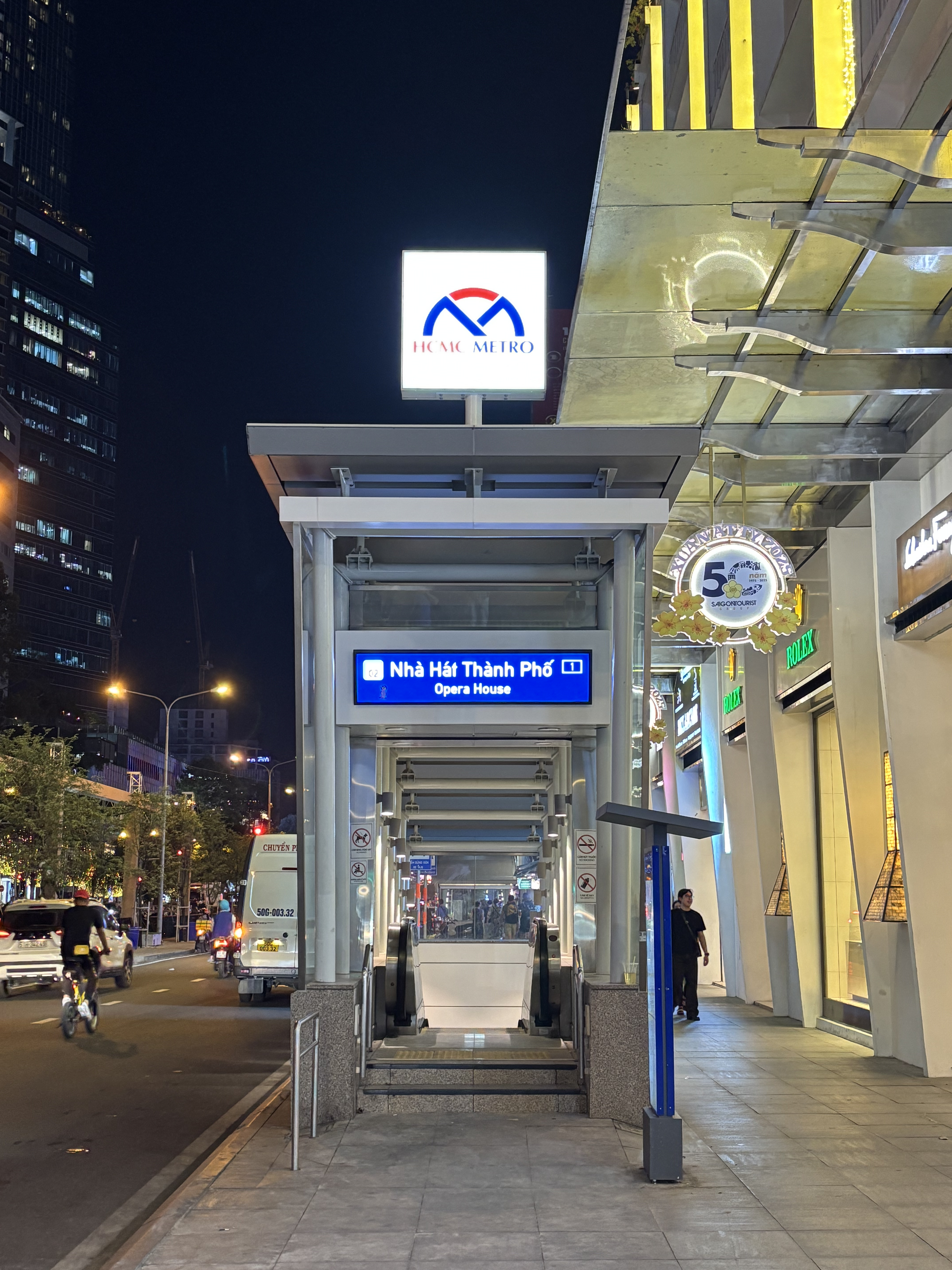
Lối lên xuống số 1
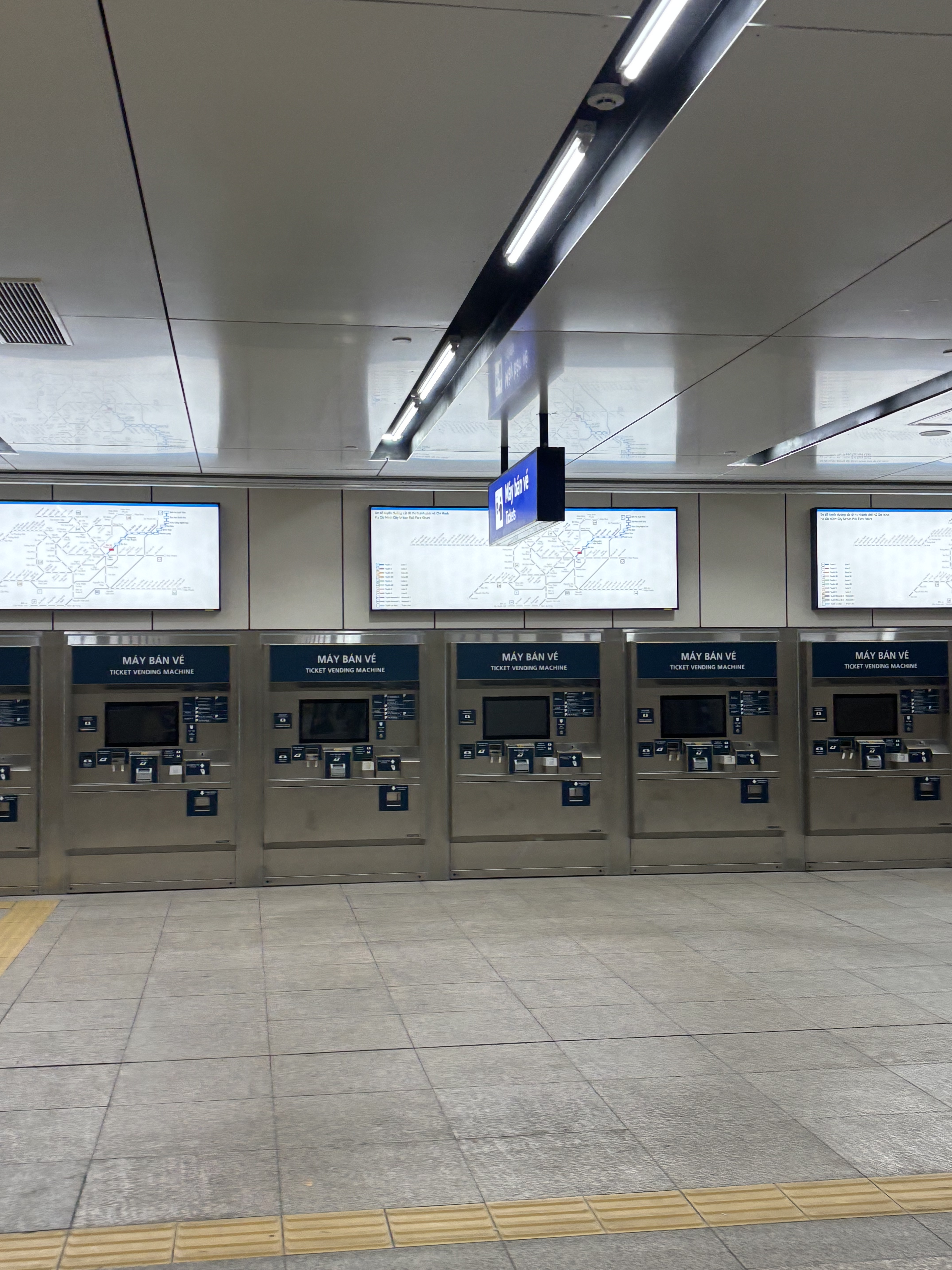
Máy bán vé tự động
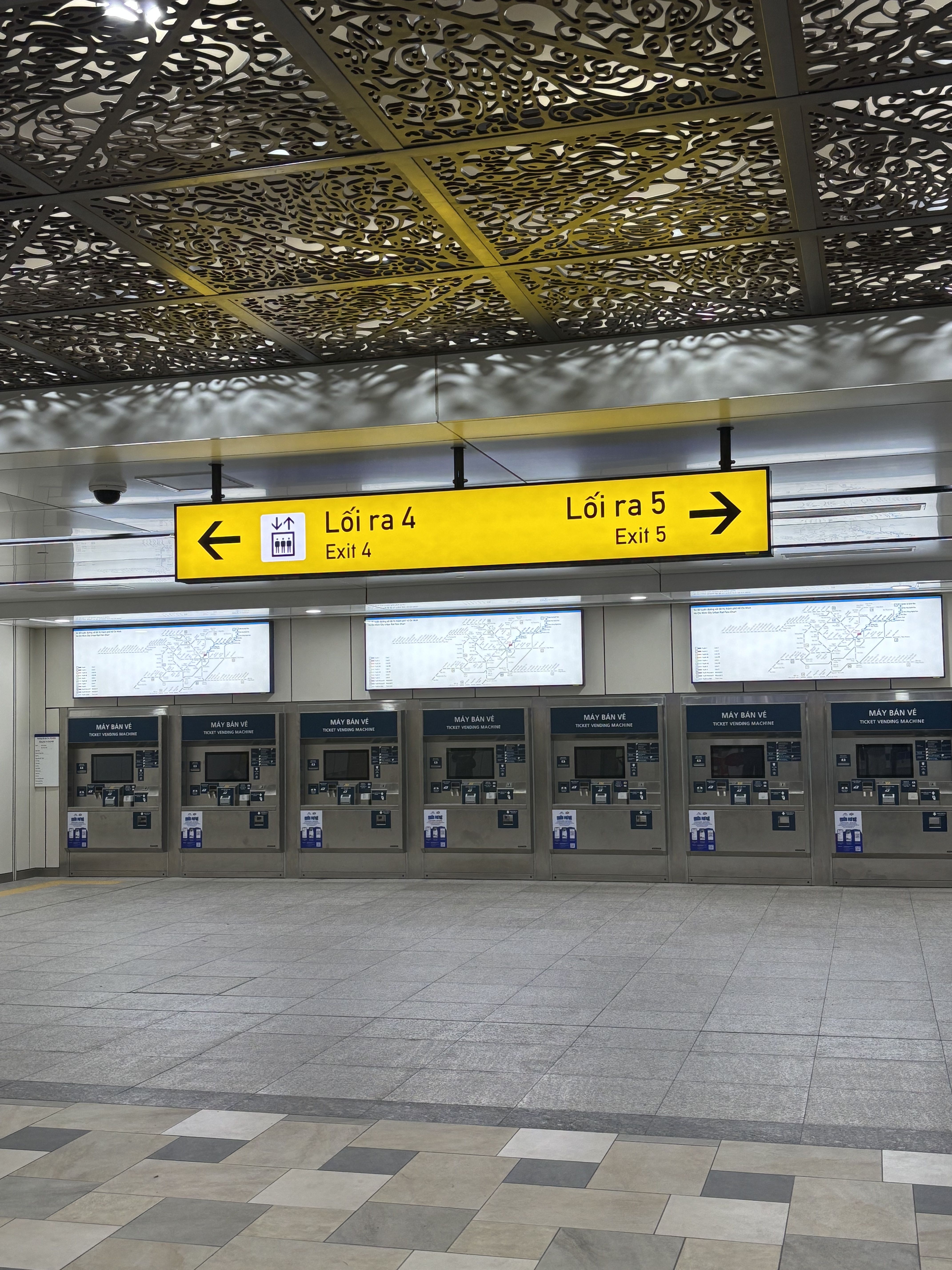
Máy bán vé tự động
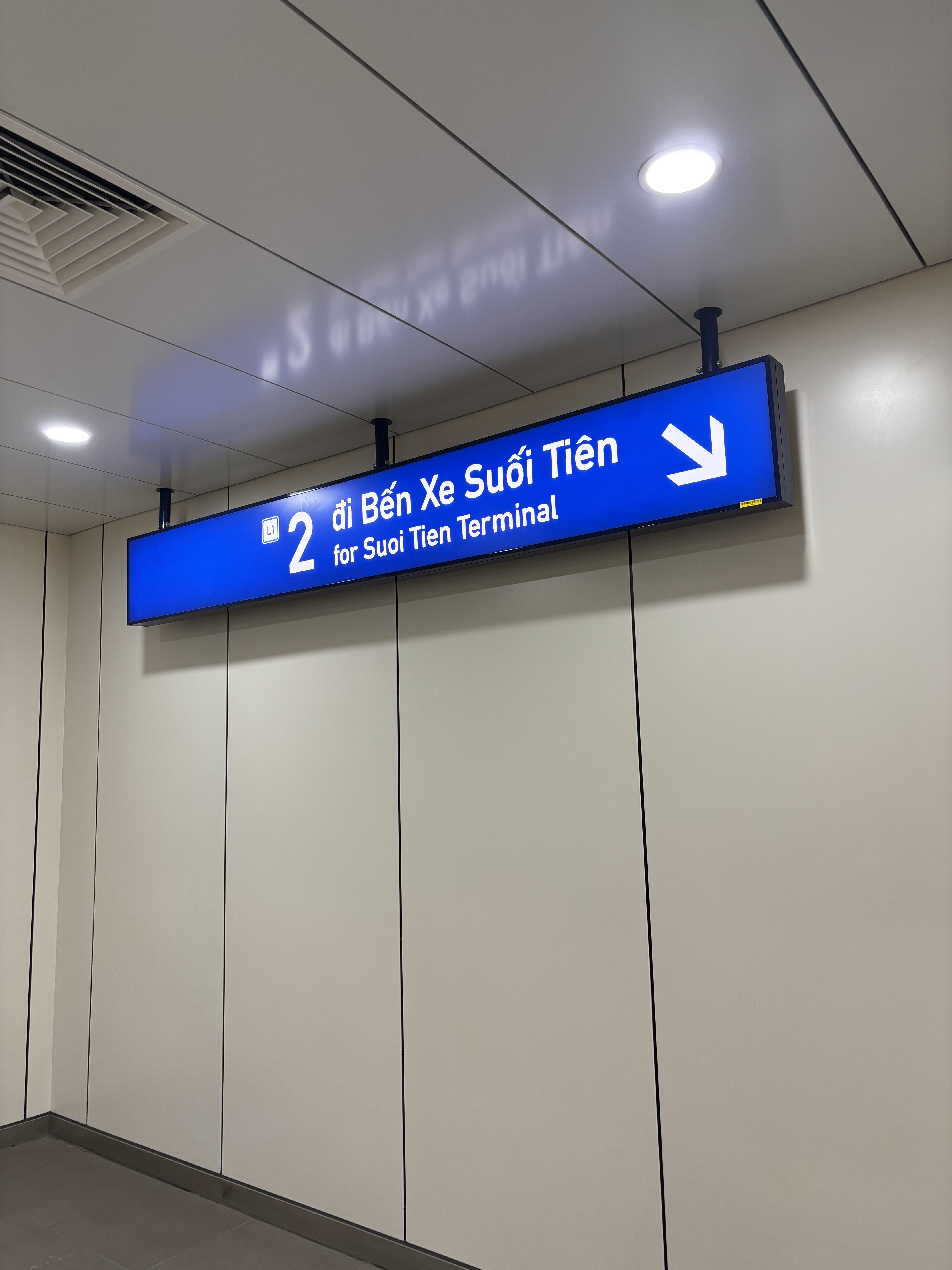
Bảng hướng dẫn đi xuống ke ga 2
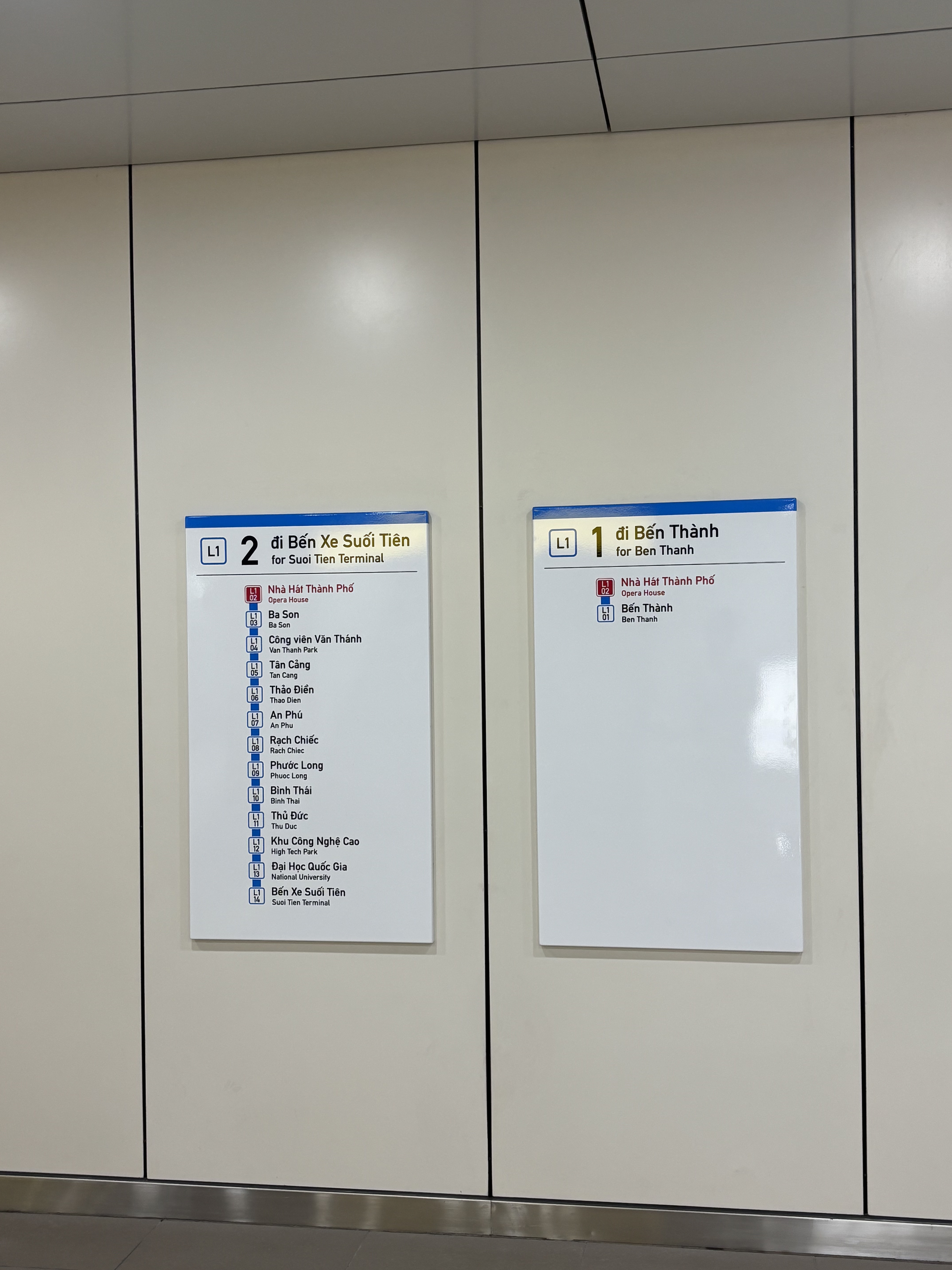
Sơ đồ Tuyến 1 tại ga Nhà hát Thành phố tầng B2
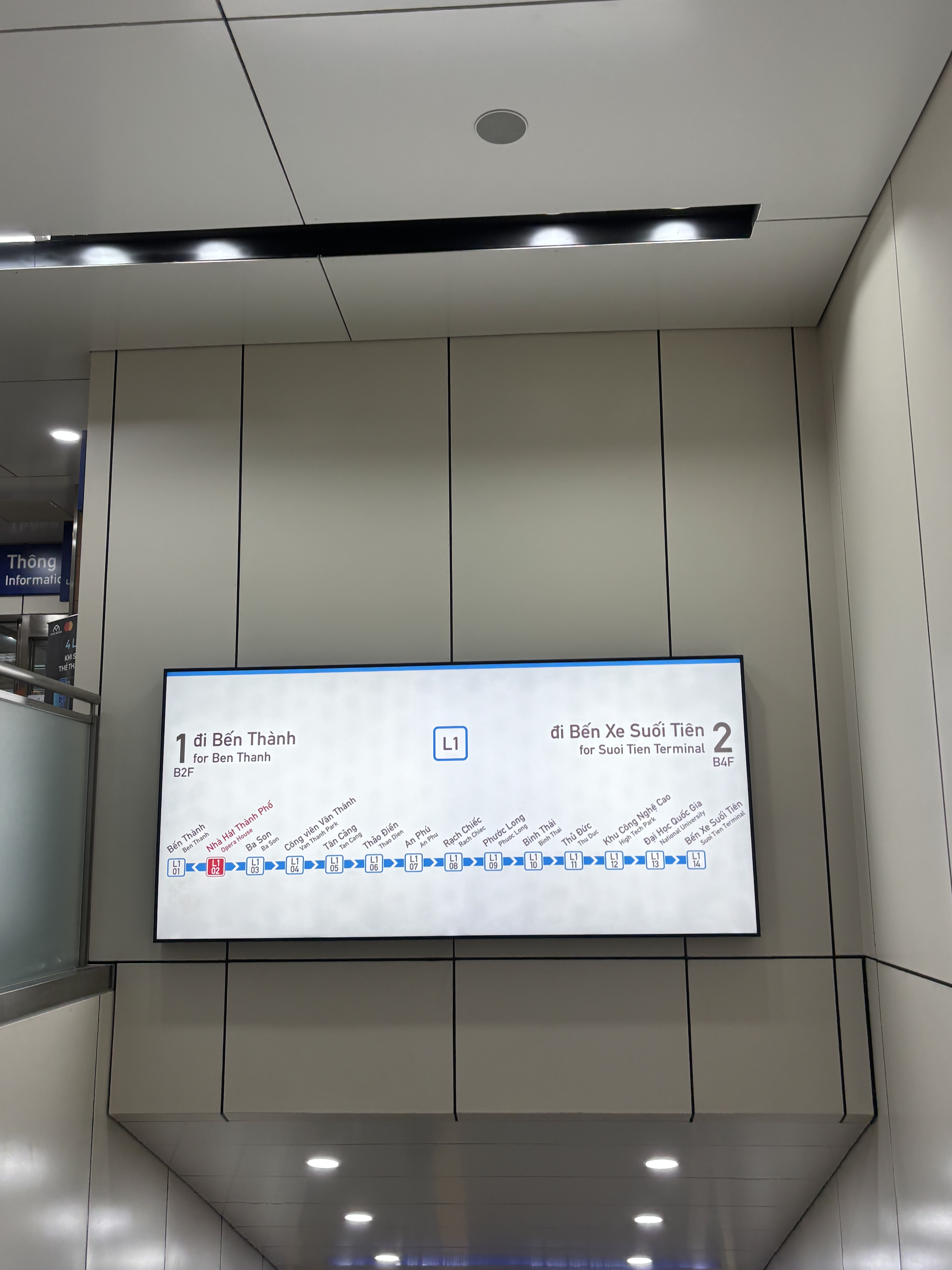
Sơ đồ Tuyến 1 tại ga Nhà hát Thành phố tầng B1